# Поворознюк, Иван Семёнович
Иван Семёнович Поворознюк (20 ноября 1920, Великие Трояны, Одесская губерния — 7 августа 1943, Спас-Деменский район, Смоленская область) — старший лейтенант Рабоче-крестьянской Красной Армии, участник Великой Отечественной войн, Герой Советского Союза (1944).

## Биография
Иван Поворознюк родился 20 ноября 1920 года в селе Великие Трояны, Балтского уезда Подольской губернии (ныне — в Кировоградской области Украины). После окончания семи классов школы переехал в Тамбов, где проживал по адресу по улице Октябрьской, дом 25, кв.7. Женился на Анне Поворознюк. В 1939 году Поворознюк был призван на службу в Рабоче-крестьянскую Красную армию. В 1941 году он окончил курсы младших лейтенантов. В боях три раза был ранен.
К августу 1943 года старший лейтенант Иван Поворознюк командовал танковым взводом 119-го отдельного танкового полка 10-й гвардейской армии Западного фронта. Отличился, участвуя в Спас-Деменской операции. 7 августа 1943 года в бою у деревни Веселуха Спас-Деменского района экипаж Поворознюка уничтожил около взвода вражеских солдат и офицеров. 9 августа в бою за опорный пункт противника танк Поворознюка был подбит и загорелся, однако экипаж продолжал сражаться стрелковым оружием. В том бою Поворознюк погиб. Похоронен на месте боя. Место захоронения было утрачено. В 2000-х останки воина были обнаружены поисковиком и жителем Спас-Деменска Акимовым Юрием Анатольевичем, и торжественно перезахоронены на воинском мемориале «Гнездиловская высота», а точно идентифицировать их удалось только в 2014 году.
Указом Президиума Верховного Совета СССР от 3 июня 1944 года за «образцовое выполнение заданий командования на фронте борьбы с немецкими захватчиками и проявленные при этом отвагу и геройство» старший лейтенант Иван Поворознюк посмертно был удостоен высокого звания Героя Советского Союза. Также был награждён орденами Ленина и Красной Звезды.
В честь Поворознюка названы улицы в Великих Троянах и Ульяновке.